# Edmond (Kansas)
Edmond es una ciudad ubicada en el de condado de Norton en el estado estadounidense de Kansas. En el año 2010 tenía una población de 49 habitantes y una densidad poblacional de 122,5 personas por km².

## Geografía
Edmond se encuentra ubicada en las coordenadas 39°37′38″N 99°49′15″O / 39.62722, -99.82083 (39.627105, -99.820722).

## Demografía
Según la Oficina del Censo en 2000 los ingresos medios por hogar en la localidad eran de $11,875 y los ingresos medios por familia eran $28,750. Los hombres tenían unos ingresos medios de $25,000 frente a los $12,500 para las mujeres. La renta per cápita para la localidad era de $7,395. Alrededor del 25.6% de la población estaban por debajo del umbral de pobreza.